# Język i literatura
Język i literatura (bułg. Език и литература) – bułgarski magazyn filologiczny, założony w 1946 roku. Obecnie jest to najstarsze wciąż wydawane czasopismo naukowe w Bułgarii. ISSN 0324-1270.
Publikowany przez Związek Filologów Bułgarskich. Czasopismo jest poświęcone językowi, literaturze, kulturze, historii, edukacji. Każdy numer czasopisma w założeniu ma być skoncentrowany wokół jednej linii tematycznej i przedstawiony w formie specjalnych bloków tematycznych. Publikowane są różne rodzaje tekstów takie jak: artykuły naukowe, ankiety, krótkie raporty naukowe, tłumaczenia, recenzje i kroniki wydarzeń w dziedzinie filologii. Numer 1–2 z roku 2017 był poświęcony zagadnieniom bułgarystyki w Polsce i polonistyki w Bułgarii
Obecni redaktorzy to prof. Svetlozar Igov (1995–2005) i prof. Boyan Valchev (od 2005)

## Komitet redakcyjny
- Ivan Radev,
- Symeon Hadjikosev,
- Mihail Videnov,
- Milena Tsaneva,
- Kiril Topalov,
- Nikoła Georgiew,
- Symeon Janew,
- Cleo Protohristova,
- Grzegorz Venedikov,
- Marie Vrina,
- Wojciech Gałązka,
- Kamilla Danilchenko,
- Giuseppe del Agata,
- Predrag Palavestra,
- Djord Sondy,
- Michael Holman.

## Główni redaktorzy
- Simeon Rusakiev (1958–1984)
- Ivan Drididanov (1984–1987)
- Peter Pashov (1987–1994)
- Svetlozar Igov (1994–2005)
- Boyan Valchev (2005–)

## Obecność w bazach danych
„Język i literatura” znajduje się w następujących europejskich i światowych bazach danych: 
- ERIH Plus (Europejski Indeks Referencyjny Nauk Humanistycznych i Społecznych)[4]
- RINC-Science Index - Rosyjski indeks cytatów naukowych, tworzony we współpracy z Web of Science [4]
- ScholarGoogle
- Część C wykazu czasopism naukowych (Lista C zatwierdzonych czasopism naukowych Ministerstwa Nauki i Szkolnictwa Wyższego)
- BRILL – Linguistic Bibliography Online
- Portal Slavistik - Virtual Library Slavistics
- MIAR – Information Matrix for the Analysis of Journals